# Biotin-ansprechende Basalganglienerkrankung
Die biotin-ansprechende Basalganglienerkrankung, in der englischsprachigen Fachliteratur als biotin-responsive basal ganglia disease (BBGD) bezeichnet, ist eine äußerst seltene Erbkrankheit. Die Erkrankung wird autosomal-rezessiv vererbt.

## Genetik und Ätiologie
Die Erkrankung wird durch eine Mutation im SLC19A3-Gen ausgelöst. Das Gen befindet sich auf Chromosom 2, Genlocus q36.3 und kodiert für einen Folat-Transporter. Durch den in seiner Funktion eingeschränkten Folat-Transporter wird bei den betroffenen Patienten das Gehirn über die Endothelien der Blut-Hirn-Schranke nicht ausreichend mit Biotin versorgt. Diese Unterversorgung mit Biotin äußert sich durch vielfältige neurologische Symptome, wie beispielsweise eine subakute Enzephalopathie, Sprechstörungen (Dysarthrie), Schluckstörungen (Dysphagie), Zahnradphänomen, Dystonie und Tetraplegie. Im Falle einer Nicht-Behandlung kann die Erkrankung zum Tod führen.
Die Erkrankung ist äußerst selten. Weltweit sind etwa zehn Fälle beschrieben.
Die auf Biotin ansprechende Basalganglienerkrankung wurde erstmals 1998 bei einigen saudi-arabischen Familien beschrieben. Bis heute wurde die Erkrankung nur in saudi-arabischen, syrischen und jemenitischen Familien beobachtet, bei denen die Eltern eine blutsverwandtschaftliche Beziehung zueinander haben. In den bisher bekannten Fällen liegt eine Missense-Mutation vor.

## Therapie
Durch die Supplementation mit Biotin ist die Erkrankung gut therapierbar. Die Symptome verschwinden innerhalb von wenigen Tagen bei der Gabe von hochdosiertem Biotin (etwa 5 bis 10 mg pro kg Körpergewicht und Tag).